# 김신겸 (1693년)
김신겸(金信謙, 1693년 ~ 1738년)은 조선 후기의 문인, 학자, 화가, 시인이다. 노론계 학자로 백부 김창집과 일족이 신임옥사로 처형되자 관직을 단념하고, 학문 연구와 후학 양성으로 여생을 보냈다. 의정부영의정 김수항의 손자이며 영의정 김창집의 조카이다. 자는 존보(尊甫). 호는 노천(櫓泉), 증소. 시호는 문경(文敬). 본관은 (신)안동.
숙부 김창흡의 문하생이다. 학자 김원행의 종숙이며, 세도가의 시조인 김조순의 재종조부이다. 외가로는 임해군의 후손이기도 하다.

## 생애
노론계 학자였던 김신겸은 아버지는 진사 창업(昌業)이며, 어머니는 전주이씨(全州李氏)로 익풍군(益蘴君) 속(涑)의 딸이다. 숙부인 김창흡(金昌翕)의 문하에서 사사하였고, 그로부터 문인화와 그림을 배웠다. 학자인 김원행의 당숙이었다.
1721년 진사시험에 장원으로 급제하였다. 그러나 이듬해 큰아버지 영의정 김창집(金昌集) 등 노론 4대신이 연잉군(뒤의 영조)을 옹립하려 했다 하는 고변으로 신임사화(辛壬士禍)가 발생, 김창집 등이 사사(賜死)되고, 사촌 김제겸, 종질 김성행 등 일족이 사형당할 때 그도 연좌되어 유배되었다.
영조 즉위 후 풀려나와 1725년 교관(敎官)에 임명되었으나 사퇴하였다. 이후 강원도 영월로 낙향하여 산수를 즐기며 후진 양성에 여생을 바쳤다. 경학에 뛰어났던 그는 당시의 석학인 민우수(閔遇洙), 유숙기(兪肅基), 이봉상(李鳳祥) 등과 함께 인심도심설(人心道心說)·명덕설(明德說) 등을 강론하였으며 많은 문하생을 배출하였다.
사후 증 참판에 증직되었다가 다시 증 이조판서 겸 성균관 좨주(祭酒)에 추증되었으며, 시문에 뛰어나 많은 저술과 기행문을 남겼다. 저서에 《증소집(巢集)》이 있다.

## 저서
- 《증소집(巢集)》

## 가족 관계
- 할아버지: 영의정 김수항(金壽恒)
  - 아버지: 진사 김창업(金昌業)
  - 어머니: 전주 이씨
    - 부인: 이명(頤命)의 딸
      - 아들: 김양행(金亮行), 김지행(金贄行)[1]
        - 손자: 김이구(金履九)
          - 증손: 김직순(金直淳), 김건순(金建淳), 김청순(金淸淳)

## 임해군의 외손
그의 어머니 전주이씨는 종실 익풍군 이속의 딸이다. 익풍군의 아버지는 양녕군으로 조선 선조의 서손이자 선조의 서자 경창군의 차남이다. 경창군의 아들 양녕군은 후사 없이 죽은 이복 백부 임해군의 양자가 되어 후사를 이었고, 임해군은 그에게 외고조부가 된다.

## 같이 보기
| - 신임옥사 - 김창집 - 이이명 - 김원행 - 노론 | - 경창군 - 임해군 - 광해군 |